# Гарден (округ)
Округ Гарден (англ. Garden County) — округ, расположенный в штате Небраска (США) с населением в 2057 человек по статистическим данным переписи 2010 года. Столица округа находится в городе Ошкош.

## География
По данным Бюро переписи населения США округ Гарден имеет общую площадь в 4483 квадратных километра, из которых 4413 кв. километров занимает земля и 70 кв. километров — вода. Площадь водных ресурсов округа составляет 1,54 % от всей его площади.

### Соседние округа
- Шеридан (Небраска) — север
- Грант (Небраска) — восток
- Артур (Небраска) — восток
- Кит (Небраска) — юго-восток
- Дуэл (Небраска) — юг
- Шайенн (Небраска) — юго-запад
- Моррилл (Небраска) — запад

## Демография
По данным переписи населения 2000 года в округе Гарден проживало 2292 человека, 658 семей, насчитывалось 1020 домашних хозяйств и 1298 жилых домов. Средняя плотность населения составляла 0,49 человек на один квадратный километр. Расовый состав округа по данным переписи распределился следующим образом: 98,34 % белых, 0,13 % чёрных или афроамериканцев, 0,26 % коренных американцев, 0,26 % азиатов, 0,48 % смешанных рас, 0,52 % — других народностей. Испано- и латиноамериканцы составили 1,44 % от всех жителей округа.
Из 1020 домашних хозяйств в 24,80 % — воспитывали детей в возрасте до 18 лет, 55,90 % представляли собой совместно проживающие супружеские пары, в 6,00 % семей женщины проживали без мужей, 35,40 % не имели семей. 32,50 % от общего числа семей на момент переписи жили самостоятельно, при этом 16,20 % составили одинокие пожилые люди в возрасте 65 лет и старше. Средний размер домашнего хозяйства составил 2,19 человек, а средний размер семьи — 2,77 человек.
Население округа по возрастному диапазону по данным переписи 2000 года распределилось следующим образом: 21,80 % — жители младше 18 лет, 4,60 % — между 18 и 24 годами, 22,70 % — от 25 до 44 лет, 27,00 % — от 45 до 64 лет и 24,00 % — в возрасте 65 лет и старше. Средний возраст жителей округа составил 46 лет. На каждые 100 женщин в округе приходилось 94,90 мужчин, при этом на каждых сто женщин 18 лет и старше приходилось 91,40 мужчин также старше 18 лет.
Средний доход на одно домашнее хозяйство в округе составил 26 458 долларов США, а средний доход на одну семью в округе — 32 546 долларов. При этом мужчины имели средний доход в 21 495 долларов США в год против 17 000 долларов США среднегодового дохода у женщин. Доход на душу населения в округе составил 15 414 долларов США в год. 10,80 % от всего числа семей в округе и 14,80 % от всей численности населения находилось на момент переписи населения за чертой бедности, при этом 22,00 % из них были моложе 18 лет и 8,70 % — в возрасте 65 лет и старше.

## Основные автодороги

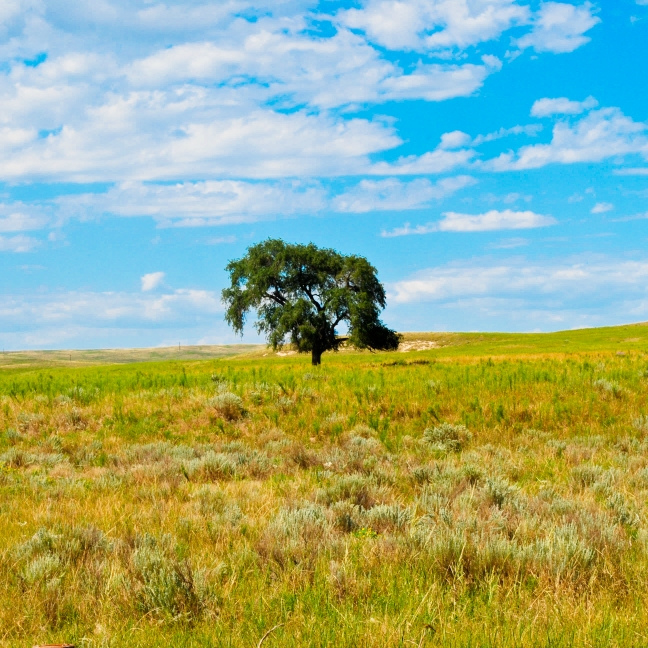
Поля близ автомагистрали 92 в округе Гарден

- US 26
- Автомагистраль 27
- Автомагистраль 92

## Населённые пункты

### Города, деревни и статистически обособленные местности
- Льюиллин
- Лиско
- Ошкош